# João Morais
João Pedro Morais (Cascais, 6 marzo 1935 – Vila do Conde, 27 aprile 2010) è stato un calciatore portoghese, di ruolo difensore.

## Carriera
Con la Nazionale portoghese ha preso parte ai Mondiali del 1966.

## Palmarès

### Club

#### Competizioni nazionali
- Campionato portoghese: 2

Sporting Lisbona: 1961-1962, 1965-1966
- Coppa del Portogallo: 1

Sporting Lisbona: 1962-1963

#### Competizioni internazionali
- Coppa delle Coppe: 1

Sporting Lisbona: 1963-1964